# Марена середземноморська
Марена середземноморська (Barbus meridionalis) — вид коропоподібних риб родини коропових (Cyprinidae).

## Опис
Риба завдовжки до 27 см, вагою до 200 г. Від марени звичайної відрізняється більшими лусками, дуже довгим анальним плавцем, золотистим кольором, перекресленим чорною смугою, і повною відсутністю зубчастих частинок на останньому твердому промені спинного плавника, що має опуклий профіль. По своїй бічній лінії він має 48-55 великих лусок. На краю верхньої губи є 4 вуса.

## Поширення
Він обмежений південною частиною басейну річки Рона та кількома прибережними потоками у Франції та кількома прибережними потоками на півночі Каталонії в Іспанії. Популяції з Східної Європи та Балкан, що раніше відносили до цього виду, зараз виокремлені у вид  Barbus petenyi, а з Італії — до Barbus caninus.

## Спосіб життя
Трапляється у верхніх і середніх течіях гірських річок з прозорими, проточними та багатими на кисень водами, а також у низинних районах, де відсутній Barbus barbus. Вид є залишком фауни дольодовикового періоду. Чутливий до забруднення.
Мешкає в прозорих водах з піщаним та гравійним дном. Харчується дрібними безхребетними та (рідше) рослинами. Розмноження відбувається в період з травня по липень. Він може гібридизуватися з Barbus barbus і Barbus haasi.

## Охорона
На більшій частині ареалу стан природних популяцій виду залишається нестабільним. В ряді регіонів спостерігається тенденція до зниження чисельності популяції виду. Тому марена середземноморська, згідно з Червоним списком МСОП, отримала охоронну категорію «вид, близький до стану загрози зникнення». Крім того, вона занесена до Директиви Європейського Союзу 92/43/ЄС «Про збереження природних оселищ та видів природної фауни і флори» (Додаток II. Види рослин і тварин, що становлять особливий інтерес для Європейського Союзу, збереження яких потребує створення територій особливої охорони).